# Jules Lunteschütz

Porträt Arthur Schopenhauers
von Jules Lunteschütz

Jules Lunteschütz, eigentlich Isaak Lunteschütz (* 1822 in Besançon; † 20. März 1893 in Frankfurt/Main) war ein französisch-deutscher Maler.

## Leben
Lunteschütz war ein Schüler der „École de dessin Besançon“. Zu seinen Lehrern gehörte seit 1837 Philipp Veit, bei dem er in Frankfurt am Main ausgebildet wurde. Ab 1838 besuchte er das „École des Beaux-Arts“ in Paris und lernte bei Jean Alaux. Seit 1845 lebte er in Frankfurt am Main. Er ist vor allem wegen seiner Porträts von Arthur Schopenhauer bekannt, mit dem er befreundet war. Ein Porträt des Malers von Gustave Courbet (1845) hängt im Städel in Frankfurt/Main.
Werke (Auswahl)
- Ausmalung der Chapelle des Dames du Sacré-Coeur in Besançon
- Bildnis eines jungen Mädchen
- 1856: Amor und Psyche[2]
- Junges Mädchen in Morgentoilette[3]
- Bacchantenfamilie[4]